# Anisodes stabilata
Anisodes stabilata là một loài bướm đêm trong họ Geometridae.